# Baie de Seine orientale
Baie de Seine orientale este o arie protejată (sit de importanță comunitară — SCI) din Franța întinsă pe o suprafață de 44.402 ha, integral marine.

## Localizare
Centrul sitului Baie de Seine orientale este situat la coordonatele 49°22′16″N 0°07′50″W / 49.37111°N 0.13056°V.

## Înființare
Situl Baie de Seine orientale a fost declarat arie specială de conservare în baza directivei 92/43 din 1992 referitoare la conservarea habitatelor naturale și a faunei și florei sălbatice pentru a proteja 9 specii de animale.

## Biodiversitate
Situată în ecoregiunea atlantică, aria protejată conține 3 habitate naturale: Bancuri de nisip acoperite în permanență slab de apă marină, Golfuri mici largi și golfuri puțin adânci, Recifuri.
La baza desemnării sitului se află mai multe specii protejate:
- mamifere (4): Halichoerus grypus, focă obișnuită (Phoca vitulina), marsuin (Phocoena phocoena), delfin mare (Tursiops truncatus)
- pești (5): Alosa alosa, Alosa fallax, Lampetra fluviatilis, Petromyzon marinus, somonul (Salmo salar)

Pe lângă speciile protejate, pe teritoriul sitului au mai fost identificate 1 specie de mamifere.